# Humberto Tozzi
Humberto Barbosa Tozzi, noto anche come Humberto (São João de Meriti, 4 febbraio 1934 – Rio de Janeiro, 17 aprile 1980), è stato un calciatore brasiliano, che giocava nel ruolo di attaccante.

## Carriera

### Gli esordi in Brasile e la carriera internazionale
Dà i primi calci nel Coqueiros Futebol Clube, di São João de Meriti, per poi passare al São Cristóvão di Rio de Janeiro. Fattosi notare per la sua abilità, a soli diciotto anni è convocato nella nazionale olimpica per le Olimpiadi di Helsinki. Tra i suoi compagni di squadra, i futuri campioni del mondo Zózimo e Vavá. Humberto gioca tutte e tre le partite, segnando due reti. In Brasile-Olanda 5-1, segna la prima rete del Brasile nella storia delle Olimpiadi. La squadra, tuttavia, è eliminata nei quarti di finale dalla Germania Ovest, per 4-2 ai tempi supplementari.
Rientrato in patria, segna 10 reti con il São Cristóvão nel campionato carioca del 1952. Ceduto al Palmeiras, l'anno successivo, vince la classifica dei cannonieri del Campionato Paulista di calcio con 22 gol.
Esordisce nella nazionale maggiore a Santiago contro il Cile, il 28 febbraio 1954 (vittoria per 2-0). Dopo aver disputato, senza segnare, il torneo di qualificazione, è convocato per la Coppa del Mondo del 1954, in Svizzera. Al mondiale, Humberto è schierato soltanto nella partita ad eliminazione diretta, nei quarti di finale, contro l'Ungheria di Ferenc Puskás. Il Brasile è eliminato per 4-2 e Humberto viene espulso al 79', sul 3-2.
Nel 1954, vince ancora la classifica dei cannonieri del Campionato Paulista con 36 gol. L'anno successivo, disputa un campionato con il Palmeiras, senza primeggiare, ma viene schierato ancora due volte con la nazionale maggiore e, il 17 novembre 1955, contro il Paraguay, segna il suo unico gol in sette partite.

### In Italia

Humberto Tozzi alla Lazio.

La Lazio lo acquista dal Palmeiras nella stagione 1956-1957 riuscendo a tesserarlo come oriundo (era di origini romane) dopo una feroce contrapposizione con la federazione. In campo si dimostra attaccante dai grandi mezzi e dall'innato fiuto del gol, ma si rivela però un giocatore ingestibile, sia in campo che fuori, poco incline alla disciplina.
Riesce comunque ad essere protagonista per quattro stagioni, con il vertice toccato nel 1958 con la conquista della Coppa Italia dove realizza la bellezza di 11 reti nelle 9 partite disputate che gli permettono di divenire capocannoniere del torneo.
Torna in Brasile alla fine della stagione 1959-60, dopo aver rinunciato ad un contratto di 36 milioni stipulato ad inizio stagione con la società biancoceleste e rifiutato il trasferimento al Torino. Il suo bilancio con la Lazio è di 103 partite disputate (92 in Campionato e 11 in Coppa Italia) e di 45 reti (32 in serie A, 13 in Coppa).

### Rientro in Brasile
Tornato a giocare con il Palmeiras, vince la Taça Brasil del 1960, allora equivalente al Campionato brasiliano di calcio. Ciò gli consente di poter disputare la Copa Libertadores del 1961, dove il Palmeiras perde una combattutissima doppia finale con il Peñarol di Montevideo.
Gioca ancora nell'Olaria, nella Fluminense e nel Portuguesa.
Muore per un attacco cardiaco, il 17 aprile 1980, a soli 46 anni.

## L'omaggio
Al termine della stagione 1994-95 la Lazio, impegnata in una tournée in sudamerica, disputa una partita commemorativa contro la squadra brasiliana del Guarani dove viene messo in palio un trofeo denominato "Humberto Tozzi". L'incontro si conclude con la vittoria dei Laziali per 3-2 con doppietta di Gigi Casiraghi e gol di Fuser.

## Statistiche

### Presenze e reti nei club
| Stagione             | Squadra              | Campionato           | Campionato | Campionato | Coppe nazionali | Coppe nazionali | Coppe nazionali | Coppe continentali | Coppe continentali | Coppe continentali | Altre coppe | Altre coppe | Altre coppe | Totale | Totale |
| Stagione             | Squadra              | Comp                 | Pres       | Reti       | Comp            | Pres            | Reti            | Comp               | Pres               | Reti               | Comp        | Pres        | Reti        | Pres   | Reti   |
| -------------------- | -------------------- | -------------------- | ---------- | ---------- | --------------- | --------------- | --------------- | ------------------ | ------------------ | ------------------ | ----------- | ----------- | ----------- | ------ | ------ |
| 1950                 | São Cristóvão        | A/RJ                 | ?          | ?          | -               | -               | -               | -                  | -                  | -                  | -           | -           | -           | ?      | ?      |
| 1951                 | São Cristóvão        | A/RJ                 | ?          | ?          | -               | -               | -               | -                  | -                  | -                  | -           | -           | -           | ?      | ?      |
| 1952                 | São Cristóvão        | A/RJ                 | ?          | ?          | -               | -               | -               | -                  | -                  | -                  | -           | -           | -           | ?      | ?      |
| 1953                 | São Cristóvão        | A/RJ                 | ?          | ?          | -               | -               | -               | -                  | -                  | -                  | -           | -           | -           | ?      | ?      |
| Totale São Cristóvão | Totale São Cristóvão | Totale São Cristóvão | ?          | ?          |                 | -               | -               |                    | -                  | -                  |             | -           | -           | ?      | ?      |
| 1953                 | Palmeiras            | A1/SP                | ?          | 22         | -               | -               | -               | -                  | -                  | -                  | -           | -           | -           | ?      | 22     |
| 1954                 | Palmeiras            | A1/SP                | ?          | 36         | -               | -               | -               | -                  | -                  | -                  | -           | -           | -           | ?      | 36     |
| 1955                 | Palmeiras            | A1/SP                | ?          | ?          | -               | -               | -               | -                  | -                  | -                  | -           | -           | -           | ?      | ?      |
| 1956                 | Palmeiras            | A1/SP                | ?          | ?          | -               | -               | -               | -                  | -                  | -                  | -           | -           | -           | ?      | ?      |
| Totale Palmeiras     | Totale Palmeiras     | Totale Palmeiras     | 135        | 126        |                 | -               | -               |                    | -                  | -                  |             | -           | -           | 135    | 126    |
| 1956-1957            | Lazio                | A                    | 19         | 9          | -               | -               | -               | -                  | -                  | -                  | -           | -           | -           | 19     | 9      |
| 1957-1958            | Lazio                | A                    | 25         | 7          | -               | -               | -               | -                  | -                  | -                  | -           | -           | -           | 25     | 7      |
| 1958-1959            | Lazio                | A                    | 33         | 14         | CI1+CI2         | 9+1             | 11+2            | -                  | -                  | -                  | -           | -           | -           | 43     | 27     |
| 1959-1960            | Lazio                | A                    | 15         | 2          | CI              | 1               | 0               | -                  | -                  | -                  | -           | -           | -           | 15     | 2      |
| Totale Lazio         | Totale Lazio         | Totale Lazio         | 92         | 32         |                 | 11              | 13              |                    | -                  | -                  |             | -           | -           | 103    | 45     |
| 1960                 | Palmeiras            | A1/SP                | ?          | ?          | -               | -               | -               | -                  | -                  | -                  | -           | -           | -           | ?      | ?      |
| 1961                 | Palmeiras            | A1/SP                | ?          | ?          | -               | -               | -               | CL                 | 3                  | 1                  | -           | -           | -           | 3+     | 1+     |
| Totale Palmeiras     | Totale Palmeiras     | Totale Palmeiras     | 135        | 126        |                 | -               | -               |                    | 3                  | 1                  |             | -           | -           | 138    | 127    |
| 1962                 | Fluminense           | PD/BA                | 8          | 3          | -               | -               | -               | -                  | -                  | -                  | -           | -           | -           | 8      | 3      |
| 1963                 | Portuguesa           | A1/SP                | ?          | ?          | -               | -               | -               | -                  | -                  | -                  | -           | -           | -           | ?      | ?      |
| 1964                 | Portuguesa           | A1/SP                | ?          | ?          | -               | -               | -               | -                  | -                  | -                  | -           | -           | -           | ?      | ?      |
| 1965                 | Portuguesa           | A1/SP                | ?          | ?          | -               | -               | -               | -                  | -                  | -                  | -           | -           | -           | ?      | ?      |
| Totale Portuguesa    | Totale Portuguesa    | Totale Portuguesa    | ?          | ?          |                 | -               | -               |                    | -                  | -                  |             | -           | -           | ?      | ?      |
| 1966                 | Olaria               | A/RJ                 | ?          | ?          | -               | -               | -               | -                  | -                  | -                  | -           | -           | -           | ?      | ?      |
| 1967                 | Olaria               | A/RJ                 | ?          | ?          | -               | -               | -               | -                  | -                  | -                  | -           | -           | -           | ?      | ?      |
| Totale Olaria        | Totale Olaria        | Totale Olaria        | ?          | ?          |                 | -               | -               |                    | -                  | -                  |             | -           | -           | ?      | ?      |
| Totale carriera      | Totale carriera      | Totale carriera      | 235+       | 161+       |                 | 11              | 13              |                    | 3                  | 1                  |             | -           | -           | 250+   | 175+   |

## Palmarès

### Club
- Coppa Italia: 1

Lazio: 1958
- Taça Brasil: 1

Palmeiras: 1960

### Individuale
- Capocannoniere del Campionato Paulista: 2

1953 (22 gol)
1954 (36 gol)
- Capocannoniere della Coppa Italia: 1

1958 (11 gol)